# Baie de Gdańsk
La baie de Gdańsk (en polonais : Zatoka Gdańska ; en allemand : Danziger Bucht ; en russe : Гданьская бухта, Gdanskaïa boukhta) est une baie de la mer Baltique, qui porte le nom du port voisin de Gdańsk en Pologne.

## Géographie
La baie est formée par la courbe des côtes de la Poméranie en Pologne et de la Sambie à Kaliningrad (Russie). Ces côtes sont formées par de longs cordons littoraux dont les plages sont célèbres : à l'ouest la presqu'île de Hel, qui délimite la baie de Puck, et au sud-est la presqu'île de la Vistule, qui délimite la lagune de la Vistule.
Sa profondeur maximale est de 120 mètres, et son taux de salinité est de 0,70 %. Les principaux ports sont Kaliningrad, Gdańsk, Gdynia, Puck, Sopot, Hel, Primorsk et Baltiisk. 
La baie reçoit les eaux de la Vistule qui se jette directement dans la baie par trois bras, et indirectement via la lagune de la Vistule par deux bras (dont la Nogat) et un canal.